# Павловички (гміна)
Гміна Павловички (пол. Gmina Pawłowiczki) — сільська гміна у південно-західній Польщі. Належить до Кендзежинсько-Козельського повіту Опольського воєводства.
Станом на 31 грудня 2011 у гміні проживало 8020 осіб.

## Площа
Згідно з даними за 2007 рік площа гміни становила 153.58 км², у тому числі:
- орні землі: 89.00%
- ліси: 5.00%

Таким чином, площа гміни становить 24.56% площі повіту.

## Населення
Станом на 31 грудня 2011:
| Опис     | Загалом | Загалом | Чоловіки | Чоловіки | Жінки | Жінки |
| -------- | ------- | ------- | -------- | -------- | ----- | ----- |
| одиниця  | осіб    | %       | осіб     | %        | осіб  | %     |
| все      | 8020    | 100     | 3961     | 49.39    | 4059  | 50.61 |
| міське   | 0       | 100     | 0        |          | 0     |       |
| сільське | 8020    | 100     | 3961     | 49.39    | 4059  | 50.61 |

## Сусідні гміни
Гміна Павловічкі межує з такими гмінами: Баборув, Ґлоґувек, Ґлубчице, Польська Церекев, Ренська Весь.